# رهایندالن
رهایندالن (به آلمانی: Rheindahlen) یک منطقهٔ مسکونی در آلمان است که در مونشن‌گلادباخ واقع شده‌است. رهایندالن ۳٬۲۳۷ کیلومتر مربع مساحت دارد ۷۰ متر بالاتر از سطح دریا واقع شده‌است.